# Rajkot (Staat)

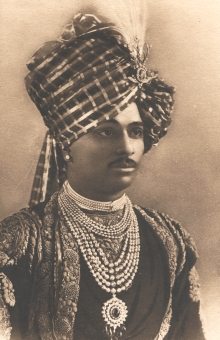
Thakur Lakhajirajsinhji II. Bavajirajsinhji von Rajkot

Rajkot war ein Fürstenstaat Britisch-Indiens im Zentrum der Halbinsel Kathiawar im heutigen Bundesstaat Gujarat. Seine Hauptstadt war der Ort Rajkot. Das Fürstentum wurde 1620 von Thakur Sahib Vibhaji Ajoji, einem Enkel des Jam Sataji von Nawanagar, gegründet.
Rajkot stand 1720–32 unter der Herrschaft des Großmoguls und war 1807/18–1947 britisches Protektorat. Es hatte 1921 eine Fläche von 730 km² und 61.000 Einwohner.
Am 15. August 1947 wurde Rajkot Mitglied des Staatenbundes Saurashtra und am 15. Februar 1948 vollzog es den Anschluss an Indien (siehe Geschichte Indiens). Am 1. November 1956 wurden alle Fürstenstaaten aufgelöst und dem Bundesstaat Bombay einverleibt. Durch die Teilung von Bombay am 1. Mai 1960 kam Rajkot zu Gujarat.